# Vicente Lis Sena

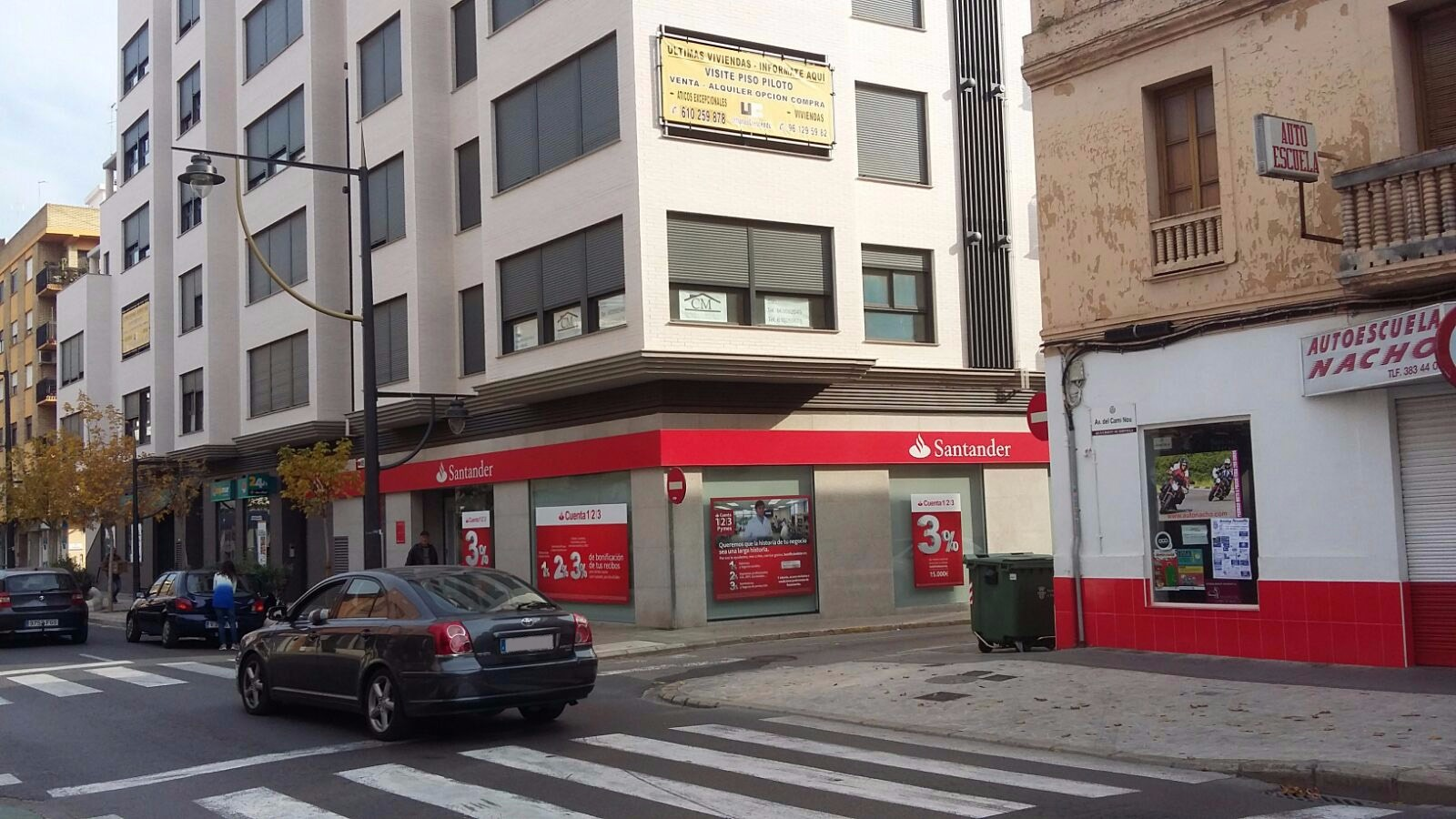
Carrer on va viure Vicente Lis Sena, després del seu retorn de Cuba a Xirivella (concretament on en l'actualitat se situa el banc Santander)

Vicente Lis Sena (Xirivella, 9 de febrer de 1861 - 1941) va ser un jove llaurador de Xirivella al qual li tocà en sorteig l'exèrcit d'ultramar, és a dir Cuba i a l'illa caribenya va fer el servei militar durant quatre anys abans de tornar al seu poble, (els fills de les classes altes quedaven exempts o pagaven a altres de condició humil perquè els substituïren al servei militar o en la guerra). És l'únic cas conegut d'un xiriveller que marxara a Cuba a fer el servei militar i gràcies al document de la llicència, conservat per una neta seua, Conxa Lis, s'han pogut estudiar alguns detalls de la seua estada a l'illa.